# Primer grupo de desembarco de los fundadores de Newark
Primer grupo de desembarco de los fundadores de Newark (en inglés First Landing Party of the Founders of Newark) es un monumento de mármol con bajorrelieve e inscripción del escultor Gutzon Borglum cerca del New Jersey Performing Arts Center en Newark, en el estado Nueva Jersey (Estados Unidos). Fue dedicado en 1916. Se incluyó en el Registro de Lugares Históricos de Nueva Jersey en 1990 y en el Registro Nacional de Lugares Históricos en 1994 como parte de la Presentación de Propiedades Múltiples de Escultura Pública en Newark.

## Descripción y ubicación original

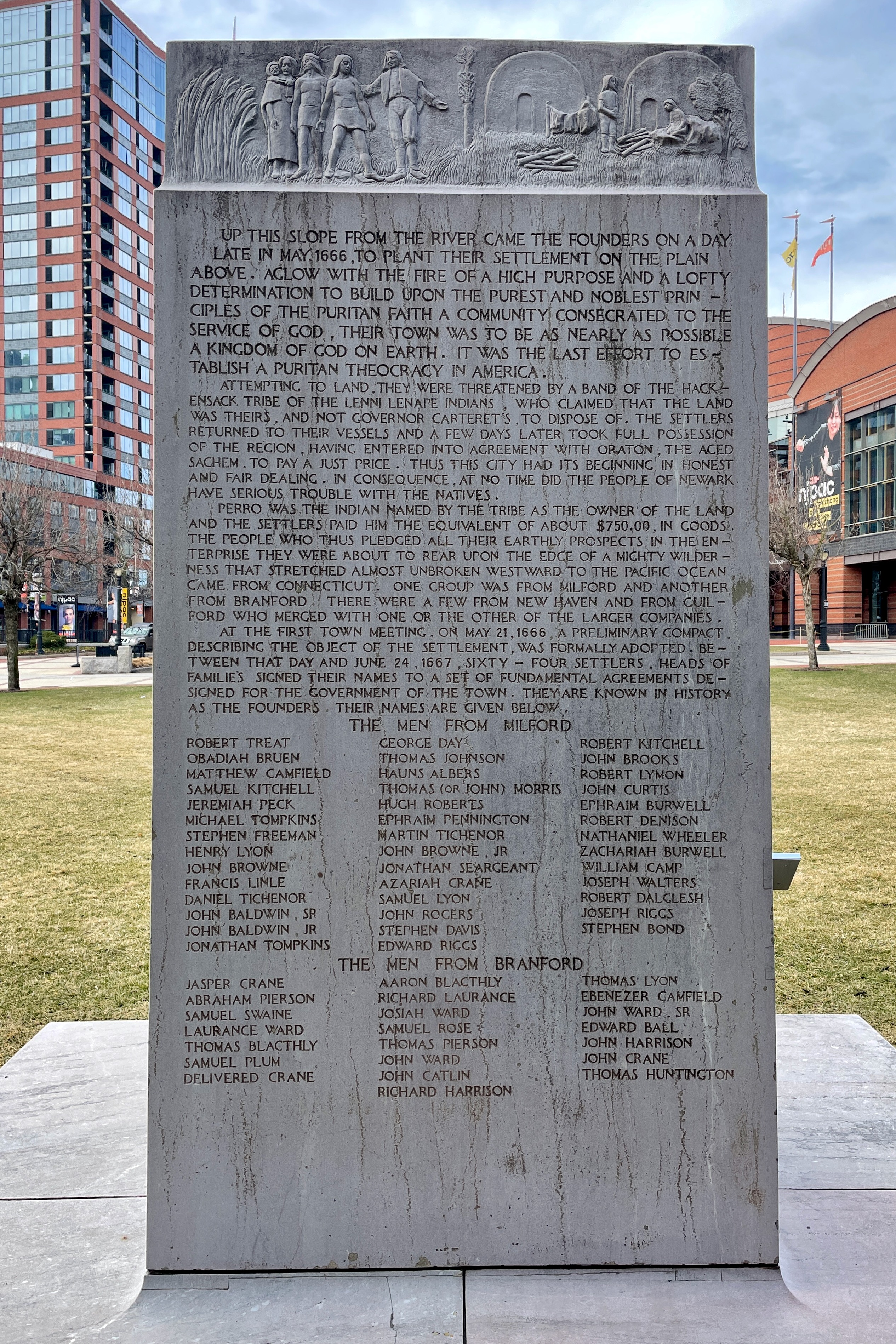
Inscripción en la parte posterior de la estela.

Esta pieza es una de varias erigidas en los Estados Unidos por el escultor del Monte Rushmore Gutzon Borglum en su búsqueda por instituir el "arte que es real y estadounidense". La obra conmemora a los puritanos de Connecticut que fundaron la ciudad en 1666. Es una estela de mármol con un relieve de dos peregrinos varones conversando frente a un pozo o manantial; encima hay un friso estrecho que es una serie de imágenes que representan a los peregrinos en la vida cotidiana. La estela descansa en el centro de una base plana de piedra rectangular, al pie de la cual hay una fuente. La parte posterior de la estela está grabada con los nombres de los fundadores de Newark. La escultura mide 3 m de altura y pesa 6 kg.
El monumento se conoce alternativamente como la Fuente de agua potable del peregrino y el Puente conmemorativo. Marca el lugar donde convergieron el río Passaic y un camino temprano, que se convirtió en el sitio del mercado colonial original. El Primer grupo de desembarco de los fundadores de Newark estaba ubicado originalmente en Landing Place Park, al pie de Saybrook Place, cerca de la estación Park Place del Ferrocarril Hudson y Manhattan.

## Obras en Newark de Borglum y designación histórica
First Landing Party of the Founders of Newark es una de las cuatro obras de arte públicas creadas por Gutzon Borglum (el escultor del Monte Rushmore) que se encuentran en Newark, las otras son Lincoln sentado (1911), El indio y el puritano (1916) y Guerras de América (1926). Las otras tres piezas se agregaron al Registro de Lugares Históricos de Nueva Jersey el 13 de septiembre de 1994,  y al Registro Nacional de Lugares Históricos el 28 de octubre de 1994 como parte de una Presentación de Propiedad Múltiple, "La escultura pública de John de la madre Gutzon Borglum, 1911-1926".

## Extravío y restauración
La escultura desapareció durante más de una década. Cuando se estaba construyendo el Centro de Artes Escénicas de Nueva Jersey (NJPAC) en la década de 1990, se eliminó Saybrook Place y la estatua se trasladó dos cuadras al norte, a Lombardy Park. Cuando se construyó el Newark Light Rail en 2002, se movió nuevamente. Las circunstancias no están claras, pero se llevó a la División de Tránsito y Señales de la ciudad, donde casi se olvidó. El 350 aniversario de la fundación de Newark despertó interés por su paradero. La restauración fue financiada por la Junta de Propietarios del Condado de Essex, el Fondo Fiduciario de Espacio Abierto, la Fundación Hyde & Watson y donantes individuales. Se volvió a dedicar en 2016 en una loma cubierta de hierba cerca de la estación NJPAC/Center Street del Newark Light Rail.